# سيمون كوكس (لاعب غولف)
سيمون كوكس (بالإنجليزية: Simon Cox)‏ هو لاعب غولف بريطاني، ولد في 20 مارس 1952 في كارديف في المملكة المتحدة.